# Costa Norte (Califórnia)
A Costa Norte da Califórnia (também chamada de Redwood Empire ou Redwood Coast ) é a região do norte da Califórnia que fica na costa do Pacífico entre a baía de São Francisco e a fronteira do Oregon. A área deve o seu nome às densas florestas de sequoias da região. Inclui os condados de Mendocino, Humboldt e Del Norte e dois condados da área da baía de São Francisco, Marin e Sonoma.

## Cidades
Grande parte da área é rural, e a única cidade da região com uma população de mais de 100.000 habitantes é Santa Rosa. Apesar de seu tamanho relativamente menor para as principais cidades de outras partes do estado, muitas das cidades e vilas da região têm importância histórica para o estado e/ou importância regional.

### Assentos de condado
- Del Norte: Crescent City
- Humboldt: Eureka
- Marin: São Rafael
- Mendocino: Ukiah
- Sonoma: Santa Rosa

## Geografia
A costa do Oceano Pacífico se estende da baía de São Francisco à baía de Humboldt até à fronteira com o Oregon. O litoral é frequentemente inacessível e tem penhascos e colinas rochosas, riachos e poças de maré. O litoral da Praia Centerville, perto de Ferndale, até a foz do Rio Klamath, é principalmente acessível pela praia e há muitas cidades pequenas e algumas cidades ao longo da U. S Route 101, a principal rota pela região. O território interior é escassamente povoado e é caracterizado por montanhas acidentadas, muitas vezes íngremes, cortadas por rios e seus vales e cânions tipicamente estreitos e sequoias densas, Abeto de Douglas e florestas de carvalho. O clima pode variar de terras costeiras encharcadas de nevoeiro, em invernos amenos e verões a regiões interiores cozidas pelo sol quente em longos dias de verão, que, em altitudes mais elevadas, podem ser cobertas de neve no inverno.

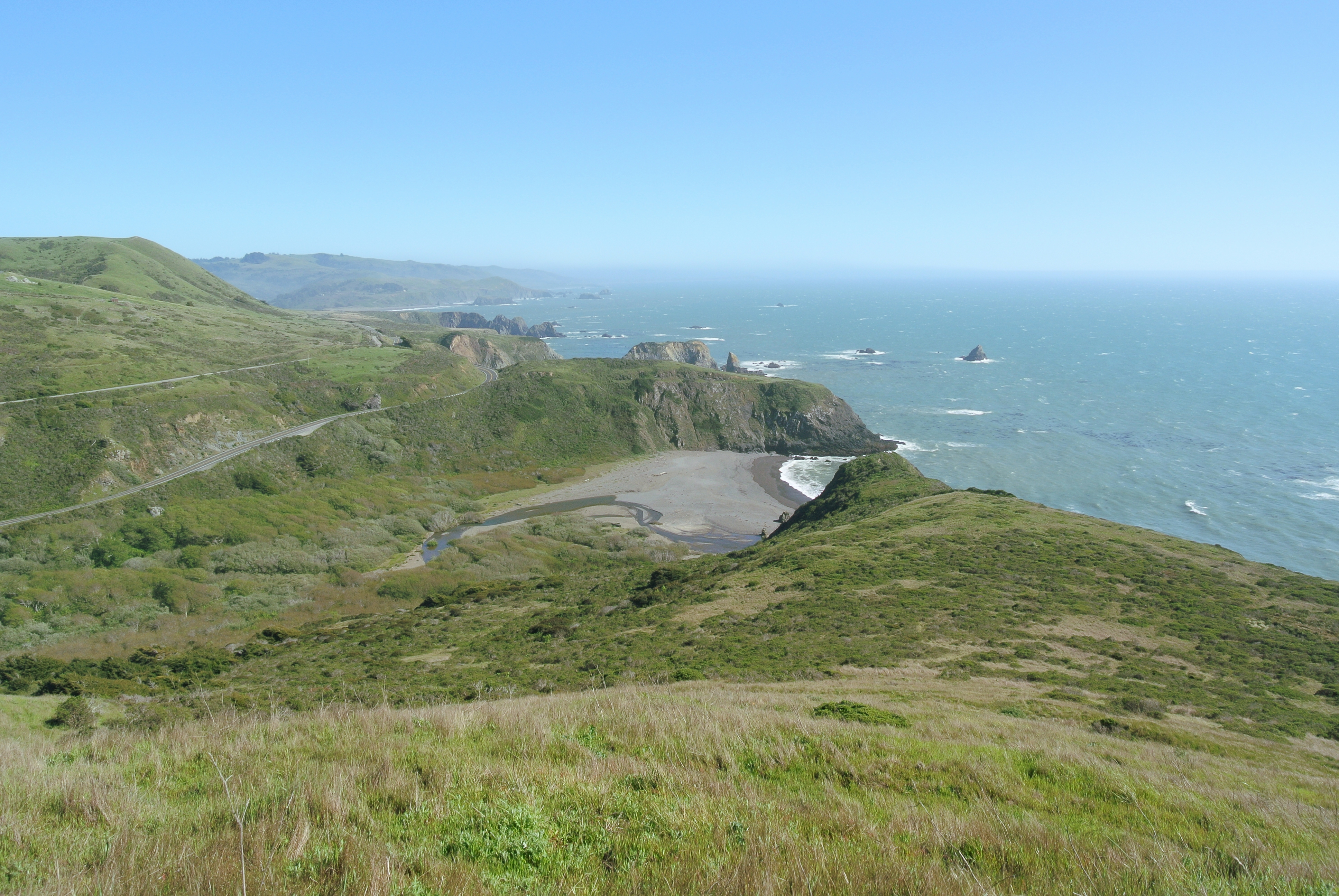
Litoral no Parque Estadual da Costa de Sonoma

A porção sul do Litoral Norte é amplamente urbanizada, enquanto o restante é principalmente rural. As áreas mais remotas do norte são frequentemente chamadas de localizadas "atrás da Cortina de Redwood". Um segmento da costa nos condados de Mendocino e Humboldt é conhecido como a Costa Perdida e só é acessível por algumas estradas secundárias. As praias à beira-mar podem ser encontradas em Marin Headlands e Point Reyes National Seashore no sul, com inúmeras praias remotas, também menos usadas ao norte da área da baía de São Francisco.
A grandeza das sequoias pode ser acessada em toda a região, desde os bosques protegidos do Monumento Nacional Muir Woods e da Reserva Natural Estadual Armstrong Redwoods no sul até as enormes florestas do Parque Estadual Humboldt Redwoods ao longo da Avenida dos Gigantes (SR-254 CA) no norte. As sequoias também são encontradas em muitos outros parques estaduais e locais, a maioria dos quais está localizada ao longo da Rodovia 101 (U. S 101 Business) ao longo da costa norte.

## Demografia

#### 2010
O Censo dos Estados Unidos de 2010 informou que a região do Litoral Norte tinha uma população de 987.361 habitantes. A composição racial era 771.611 (78,1%) Branca, 17.717 (1,8%) Afro-americana, 22.259 (2,3%) Nativa Americana, 37.461 (3,8%) Asiática, 2.570 (0,3%) das Ilhas do Pacífico, 91.107 (9,2%) de outras raças, e 44.636 (4,5%) em duas ou       mais corridas. Hispânicos ou latinos de qualquer raça eram 197.308 pessoas (20,0%).

## Regiões relacionadas
Partes dessas regiões se sobrepõem a partes do Litoral Norte:
- Triângulo Esmeralda
- North Bay
- Área da baía de São Francisco
- Wine Country

Regiões contidas inteiramente no Litoral Norte:
- Costa Perdida

A região do Litoral Norte está totalmente contida em:
- Norte da Califórnia